# Pales (género)
Pales es un género de coleópteros  de la familia Chrysomelidae. Contiene las siguientes especies:
- Pales ulema